# Kirsten Fründt

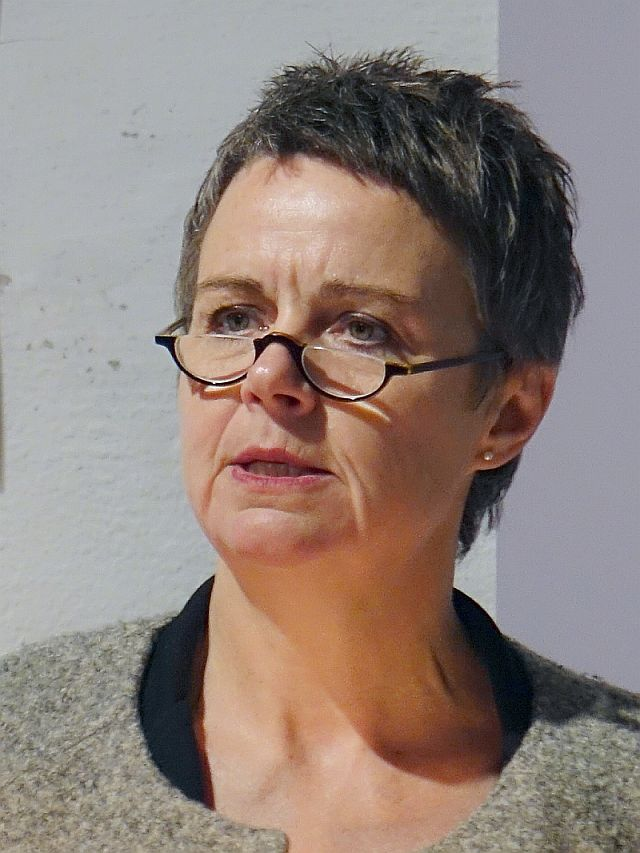
Kirsten Fründt (2018)

Kirsten Fründt (* 30. März 1967 in Marburg; † 19. Januar 2022 ebenda) war eine deutsche Politikerin (SPD). Sie war von 2014 bis zu ihrem Tod Landrätin des Landkreises Marburg-Biedenkopf.

## Leben
Nach dem Abitur an der Elisabethschule Marburg absolvierte sie eine Ausbildung zur Gärtnerin im Botanischen Garten der Philipps-Universität Marburg. Später studierte Fründt Agrarwissenschaften an der Justus-Liebig-Universität Gießen. Anschließend war sie als wissenschaftliche Mitarbeiterin an der Professur für Landschaftsökologie und Landschaftsplanung tätig. Nachdem sie von 2000 bis 2012 beim Fachdienst Stadtgrün, Umwelt und Natur der Stadt Marburg tätig gewesen war, arbeitete sie ab Anfang 2013 als Leiterin des Fachdienstes Sport.
Kirsten Fründt war verheiratet und hinterlässt zwei Töchter. Sie wohnte im Marburger Stadtteil Ockershausen. Anfang 2022 starb sie an den Folgen eines Hirntumors.
Am 5. Februar 2022 fand eine Trauerfeier in der Lutherischen Pfarrkirche St. Marien in Marburg statt, zu Gast waren unter anderem die Bundesinnenministerin Nancy Faeser, der Hessische Landesinnenminister Peter Beuth, der Präsident des Hessischen Landkreistages und Landrat des Lahn-Dill-Kreises Wolfgang Schuster und der Marburger Oberbürgermeister Thomas Spies.

## Politischer Werdegang
Kirsten Fründt wurde im Jahr 2010 Mitglied der SPD und kandidierte 2013 für das Amt der Landrätin des Landkreises Marburg-Biedenkopf. In der Direktwahl am 8. September 2013 erhielt sie 34,27 % der Stimmen. In der Stichwahl am 22. September 2013 setzte sie sich mit 60,58 % der Stimmen gegen Marian Zachow (CDU) durch und wurde für eine Amtszeit von sechs Jahren als Landrätin gewählt. Dieses Amt übernahm sie am 1. Februar 2014 von ihrem Vorgänger, Robert Fischbach. Im Jahr 2019 wurde Fründt erneut als Kandidatin für die Landratswahl im September nominiert und erreichte im ersten Wahlgang 57 % der Stimmen.
Seit Dezember 2016 war sie Landesvorsitzende der Sozialdemokratischen Gemeinschaft für Kommunalpolitik Hessen. Vor der Landtagswahl 2018 hatte SPD-Spitzenkandidat Thorsten Schäfer-Gümbel Kirsten Fründt als potenzielle Finanzministerin in sein Schattenkabinett aufgenommen.